# Otitesella clarae
Otitesella clarae är en stekelart som beskrevs av Wiebes 1974. Otitesella clarae ingår i släktet Otitesella och familjen fikonsteklar.
Artens utbredningsområde är Filippinerna. Inga underarter finns listade i Catalogue of Life.